# Śniadanie u Tiffany’ego (opowiadanie)
Śniadanie u Tiffany’ego – opowiadanie Trumana Capote’a wydane w 1958 roku. Główna bohaterka, Holly Golightly, to jedna z najbardziej znanych kreacji pisarza oraz ikona kultury amerykańskiej.

## Fabuła
Jesienią 1943 roku anonimowy narrator zaprzyjaźnia się z Holly Golightly, która nazywa go „Fred” (od imienia jej starszego brata). Oboje mieszkają w apartamencie mieszczącym się w dzielnicy Upper East Side na Manhattanie. Holly (18-19 lat) jest dziewczyną ze wsi, która stała się stałą bywalczynią drogich kawiarni. Nie ma pracy, ale utrzymuje się dzięki zamożnym mężczyznom, którzy zabierają ją do klubów i restauracji oraz dają jej pieniądze i drogie prezenty. Ma nadzieję, że poślubi jednego z nich. Według Capote’a, Golightly nie jest prostytutką, lecz „amerykańską gejszą”.
Holly lubi szokować ludzi starannie dobierając smaczki ze swojego życia prywatnego albo wyrażając bez ogródek poglądy na różne tematy. Przez kolejny rok powoli pozwala „Fredowi”, który jest zafascynowany jej stylem życia, lepiej się poznać. Pod koniec opowieści Holly obawia się, że nigdy nie będzie wiedziała, co do niej należy, dopóki tego nie straci. Jej znajomość z „Fredem” kończy się jesienią 1944 roku.

## Bohaterowie
- Fred – narrator
- Holly Golightly – protagonistka
- Joe Bell – barman zaprzyjaźniony z Fredem i Holly
- Mag Wildwood – modelka, przyjaciółka Holly, pomieszkująca u niej w domu
- Rusty Trawler – postrzegany jako bogacz, trzykrotnie rozwiedziony, dobrze znany w kręgach społecznych
- José Ybarra-Jaegar – brazylijski dyplomata, kolega Mag Wildwood, później zaprzyjaźnia się z Holly
- Doc Golightly – weterynarz z Teksasu którego Holly poślubiła jako nastolatka
- O.J. Berman – agent Hollywood, który odkrył talent Holly i przygotował ją do bycia profesjonalną aktorką
- Salvatore „Sally” Tomato – oszust, którego Holly odwiedza co tydzień w więzieniu Sing Sing.
- Madame Sapphia Spanella – mieszkanka kamienicy
- Mr. I. Y. Yunioshi – fotograf, mieszka w studiu na najwyższym piętrze kamienicy

## Zamysł książki
W pierwszej wersji Holly miała nazywać się Connie Gustafson; później Capote zmienił imię na Holly Golightly. Bliskie przyjaciółki i koleżanki pisarza były inspiracją do stworzenia postaci Holly. Robiono przypuszczenia kto jest „prawdziwą Holly Golightly”, którą Capote nazwał „Holly Golightly Sweepstakes”. Wymieniano osoby takie jak: Gloria Vanderbilt, Oona Chaplin, pisarkę/aktorkę Carol Grace, pisarkę Maeve Brennan, pisarkę Doris Lilly, modelkę Dorian Leigh, którą Capote nazywał „Happy Go Lucky” oraz jej siostrę, modelkę Suzy Parker. Gerald Clarke, biograf Capote’a, napisał, że co druga kobieta, którą znał pisarz uważała się za pierwowzór jego zwariowanej bohaterki. Clarke pisał również o podobieństwach między samym autorem a głównym bohaterem powieści. Poza tym obecne są podobieństwa między życiem Holly i matką Capote’a – Niną Capote; obie kobiety urodziły się na wsi na południu Stanów Zjednoczonych oraz obie miały „wiejskie” imiona, które potem zmieniły (Holly urodziła się jako Lula Mae Barnes w Teksasie, a Nina Capote jako Lillie Mae Faulk w Alabamie). Obie zostawiły mężów, których poślubiły jako nastolatki i opuściły ukochanych bliskich, aby przeprowadzić się do Nowego Jorku. Osiągnęły status tzw. „café society” dzięki związkom z zamożnymi mężczyznami. Matka Capote’a urodziła się dwie dekady wcześniej niż fikcyjna Holly Golightly. Capote był również bezpodstawnie oskarżony o zniesławienie i naruszenie prywatności przez mieszkankę Manhattanu Bonnie Golightly, która uważała, że była inspiracją do stworzenia postaci Holly.

## Historia publikacji
Śniadanie u Tiffany’ego po raz pierwszy ukazało się w numerze czasopisma „Esquire” z listopada 1958 roku. Krótko po tym wydawnictwo Random House wydało nowelę i trzy inne opowiadania Capote’a w jednym zbiorze.
Nakład książki był wznawiany kilka razy, a opowiadanie dołączane do innych kolekcji pisarza.
Oryginalny maszynopis Capote’a wystawiono na licytację w domu aukcyjnym w New Hampshire w kwietniu 2013 roku.

## Znaczenie literackie i odbiór książki
Inglid Norton z magazynu „Open Letters Monthly” zwraca uwagę na dług jaki ma Capote względem swojego mentora Christophera Isherwooda, autora „Śniadania u Sally Bowles”, w stworzeniu postaci Holly Golightly: „Śniadanie u Tiffany’ego” jest na wiele sposobów osobistą krystalizacją Sally Bowles”
Ciotka Trumana Capote’a, Marie Rudisill, uważa, że Holly jest bratnią duszą Miss Lily Jane Bobbit, głównej bohaterki krótkiego opowiadania pisarza „ Children on their Birthdays”. Spostrzega ona, że obie bohaterki są „niezależnymi, nietuzinkowymi podróżniczkami, marzycielkami w poszukiwaniu idealnego szczęścia”
Capote przyznał się, że Holly Golightly to jego ulubiona postać.
Styl opowiadania sprawił, że Norman Mailer nazwał Capote’a „najlepszym pisarzem swojego pokolenia” dodając, że „nie zmieniłby w książce ani jednego słowa”.

## Ekranizacja
- Śniadanie u Tiffany’ego (film)